# Uwe Rahn
Uwe Rahn (ur. 21 maja 1962 w Mannheim) – niemiecki piłkarz występujący na pozycji pomocnika i napastnika.
Rahn w pierwszej połowie lat osiemdziesiątych był jednym z największych talentów piłkarskich Europy. Przeszedł przez najważniejsze szczeble drużyn młodzieżowych, a w 1984 reprezentował RFN na Igrzyskach Olimpijskich w Los Angeles.
Był już wtedy uznanym zawodnikiem Bundesligi. Występował jako środkowy, ofensywny pomocnik.
Bramkostrzelny, niezwykle uzdolniony technicznie, z nieprzeciętnym instynktem ofensywnym, szybko stał się liderem Borussii Mönchengladbach, klubu, w którym stawiał pierwsze poważne kroki.
17 października 1984 zadebiutował w pierwszej reprezentacji w meczu ze Szwecją i wpisał się na listę strzelców. Wydawało się, że będzie kluczową postacią w kadrze prowadzonej przez świeżo nastałego selekcjonera Franza Beckenbauera. Tak się jednak nie stało. Z biegiem czasu odgrywał coraz mniejszą rolę. W 1986 pojechał na mistrzostwa świata do Meksyku, ale nie zagrał ani sekundy.
Tymczasem w rozgrywkach ligowych Rahn urastał do rangi wielkiej gwiazdy. Przekwalifikowany na napastnika, w 1987 zdobył koronę króla strzelców i otrzymał tytuł najlepszego piłkarza roku w Zachodnich Niemczech.
Opinia publiczna i środowiska piłkarskie wrzały. Zewsząd naciskano, a wręcz żądano by Rahn stał się liderem reprezentacji narodowej. Jednak dumny Beckenbauer nie widział w niej miejsca dla bożyszcza tłumów. Sporadycznie dawał mu szansę, ale bez przekonania. Ostatni mecz w barwach narodowych Rahn rozegrał 23 września 1987 z Danią.
Jak pokazała przyszłość, Beckenbauer nie mylił się. Nietrafione transfery, problemy z kontuzjami i nonszalanckie podejście do zawodu sprawiły, że wkrótce Rahn był już tylko cieniem piłkarza sprzed zaledwie dwóch, trzech lat.
W latach dziewięćdziesiątych blondwłosy zawodnik całkowicie zszedł z pierwszych stron gazet. Opuściwszy bez żalu Bundesligę, jesienią 1993 przeniósł się do nowo sformowanej zawodowej ligi japońskiej J-League, gdzie przez półtora roku bronił barw Urawa Red Diamonds. Najpierw jako pomocnik, potem obrońca. Po tym okresie zakończył karierę.

## Zawodowa kariera =
- do 1980 SV Waldhof Mannheim
- 1980 – 1988 Borussia Mönchengladbach
- 1988 – 1989 FC Köln
- wiosna 1989 Borussia Mönchengladbach
- 1989 – 1990 FC Köln
- 1990 – 1991 Hertha BSC
- 1991 – 1992 Fortuna Düsseldorf
- 1992 – 1993 Eintracht Frankfurt
- jesień 1993 – styczeń 1995 Urawa Red Diamonds
- Liczba meczów w Bundeslidze: 318
- Liczba goli w Bundeslidze: 107
- Liczba meczów w reprezentacji: 14
- Liczba goli w reprezentacji: 5

## Sukcesy
- Najwyższa pozycja w Bundeslidze: 2 (1989 1990)
- Król strzelców Bundesligi: 1987
- Piłkarz roku RFN: 1987